# Julia Hülsmann

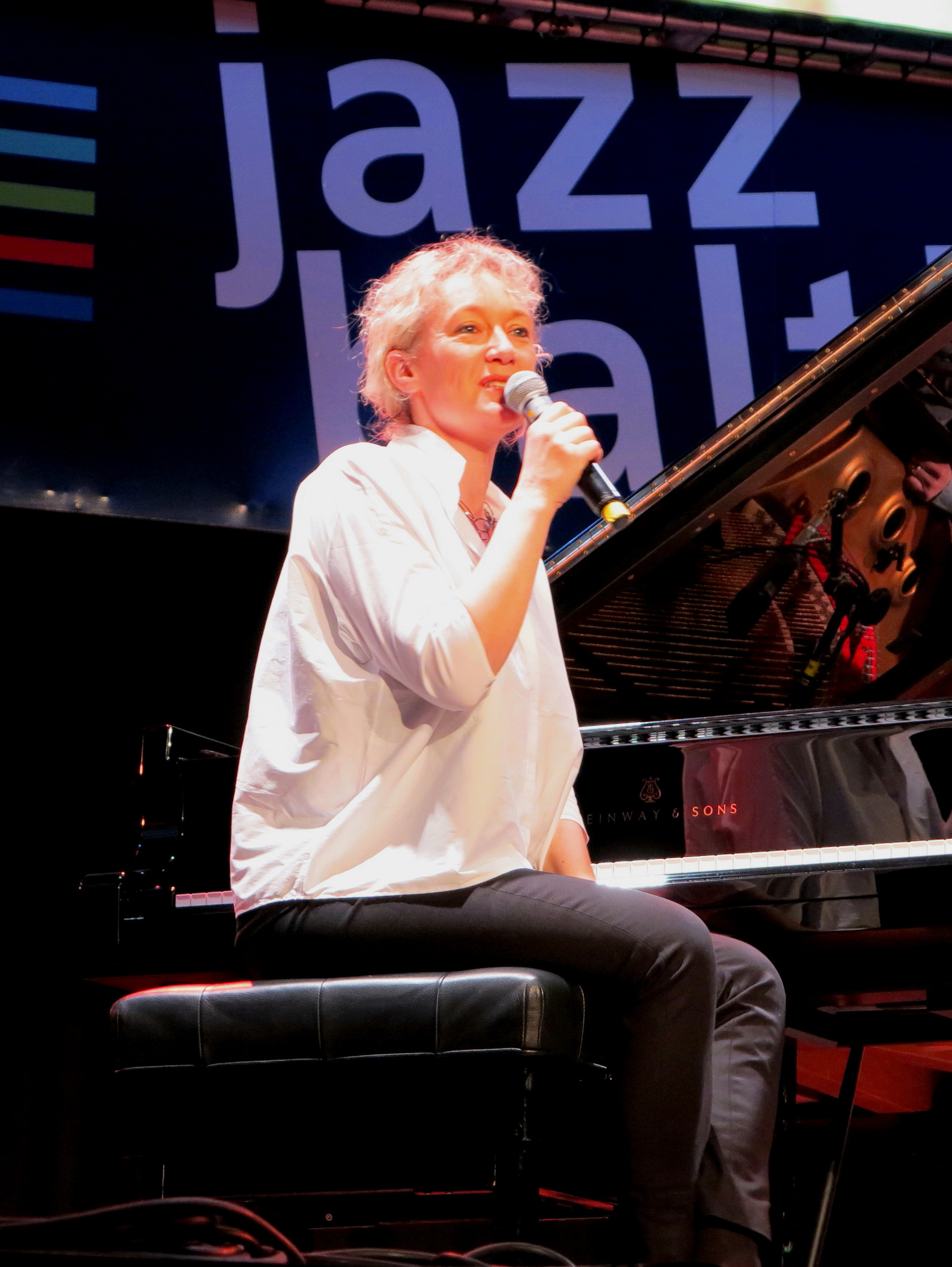
Julia Hülsmann

Julia Hülsmann (* 1968 in Bonn) ist eine deutsche Jazzpianistin, deren Kompositionen häufig auf Basis literarischer Werke, insbesondere Lyrik, entstehen. Sie lebt seit 2006 in Berlin.

## Leben und Wirken
Julia Hülsmann erhielt seit ihrem elften Lebensjahr Musikunterricht; wie beide Elternteile spielt sie Klavier. Als Teenager hörte sie viel Popmusik, wobei ihr insbesondere Songwriter wie Sting oder Randy Newman imponierten. Vermittelt durch ihren Klavierlehrer, hörte und spielte sie Musik von Chick Corea, Bill Evans, Michael Brecker und Miles Davis.
Während ihrer Schulzeit spielte sie in verschiedenen Besetzungen Keyboards und Piano. Nach einer kurzen Zeit in Frankfurt am Main zog sie nach Berlin. Sie machte eine Ausbildung als Klavierpädagogin und begann 1991 an der Berliner Hochschule der Künste ein Studium im Fach Jazz-Piano. Zu ihren Lehrern gehörten unter anderem Walter Norris, Aki Takase und David Friedman. Beeinflusst in ihrer Arbeit wurde und wird sie insbesondere von dem US-Pianisten und -Komponisten Don Grolnick. 1992 wurde Hülsmann Mitglied des Bundesjugendjazzorchesters, damals geleitet von Peter Herbolzheimer. Nach ihrem Studienabschluss 1996 gründete sie zusammen mit dem Bassisten Marc Muellbauer und dem Schlagzeuger Rainer Winch das Julia Hülsmann Trio. Das Trio spielte Musik, anfangs überwiegend dem Standardrepertoire des Jazz entliehen, auf diversen Festivals und kleineren Tourneen.
Anfang 2000 nahm Hülsmann bei einem Studienaufenthalt in New York Unterricht bei Richie Beirach, Maria Schneider, Gil Goldstein und Jane Ira Bloom.
Bei einem Konzert von Wolfgang Muthspiel lernte sie die norwegische Sängerin Rebekka Bakken kennen. Hülsmann begann damit, für Bakken etwas zu schreiben bzw. komponieren, und veröffentlichte mit ihrem Trio Ende 2000 ihre Debüt-CD Trio.
Nachdem sie bereits einige Kompositionen geschrieben hatte, begann der schwierige Weg, geeignete Texte für das Gesangsprojekt zu finden. Sie wurde schließlich bei dem Dichter E. E. Cummings fündig. Sie konnte Bakken für ihr Projekt gewinnen; 2003 erschien das Album Scattering Poems. Es war mehrere Wochen in den deutschen Top 10 der Jazzveröffentlichungen.
Hülsmanns nächstes Projekt war eine Hommage an den amerikanischen Songwriter Randy Newman. Mehrere seiner Songs wurden dabei von ihr neu arrangiert. Auf Vorschlag des Bassisten Dieter Ilg lud Hülsmann schließlich die italienische Sängerin Anna Lauvergnac, die unter anderem mit dem Vienna Art Orchestra auftrat, zu den Aufnahmen ein. 2004 wurden die bearbeiteten Stücke beim Label ACT auf der CD Come Closer veröffentlicht.
Bei ihrem nachfolgenden Projekt arbeitete Hülsmann mit dem Sänger Roger Cicero zusammen. Erneut ließ sie sich bei ihren Kompositionen von Gedichten inspirieren; dieses Mal aus der Feder der amerikanischen Poetin Emily Dickinson. Die CD erschien 2006 unter dem Titel Good Morning Midnight. Mit ihrem Trio in der Besetzung mit dem Bassisten Marc Muellbauer und dem Schlagzeuger Heinrich Köbberling spielte sie die CD The End of a Summer mit ausschließlich eigenen Kompositionen ein (erschienen 2008 beim Label ECM). Außerhalb ihres eigenen Trios trat Julia Hülsmann auch als Pianistin im United Women’s Orchestra, als Gastmusikerin bei Judy Niemack, im Quintett von Meike Goosmann oder im Duo mit Angelika Niescier auf.
Seit 2001 hat sie zudem einen Lehrauftrag an der Universität der Künste in Berlin und hält Kompositions-Workshops an der Hochschule für Musik und Theater in Hannover. Von 2012 bis Ende 2013 war sie die Vorsitzende der Union Deutscher Jazzmusiker. Als Nachfolgerin von Michael Schiefel konnte die Jazzpianistin 2014 ganzjährig als „Improviser in Residence“ der Musikszene Moers Impulse geben.

### Auszeichnungen und Preise
Die CD Scattering Poems wurde mit dem German Jazz Award in Gold ausgezeichnet. 2008 erhielt das Trio von Julia Hülsmann den Jazzpott des Plakat Kunst Hof Rüttenscheid in Essen.
Im April 2010 war sie mit ihrem Trio zum (dritten) German Jazz Meeting eingeladen. Als Mitinitiatorin der 2012 erfolgten Neugründung der Union Deutscher Jazzmusiker erhielt sie 2016 den Ehrenpreis des WDR-Jazzpreises. 2016 erhielt sie den SWR-Jazzpreis als Musikerin, „die dem Jazz in Europa richtungsweisende Impulse gibt.“ Für ihr Album Not Far from Here erhielt sie 2021 einen Deutschen Jazzpreis.
2022 gewann sie den Musikautor*innenpreis der Gema in der Kategorie Komposition Jazz/Crossover.

## Diskografie (Auswahl)
- 2000: Trio (Julia Hülsmann Trio; mit Hülsmann, Muellbauer, Winch; BIT)
- 2003: Scattering Poems (mit Rebekka Bakken; ACT, DE: Gold (German Jazz Award))[10]
- 2004: Come Closer (mit Anna Lauvergnac; ACT)
- 2006: Good Morning Midnight (mit Roger Cicero; ACT)
- 2008: The End of a Summer (Julia Hülsmann Trio; mit Hülsmann, Muellbauer, Köbberling; ECM)
- 2009: Fasıl (mit Marc Sinan, Yelena Kuljic, Lena Thies, Hülsmann, Muellbauer, Köbberling; ECM)
- 2011: Imprint (Julia Hülsmann Trio; mit Hülsmann, Muellbauer, Köbberling; ECM)
- 2013: In Full View (Julia Hülsmann Quartet; mit Hülsmann, Muellbauer, Köbberling und Tom Arthurs; ECM)
- 2015: A Clear Midnight - Kurt Weill and America (Julia Hülsmann & Theo Bleckmann; ECM)[11]
- 2017: Sooner and Later (Julia Hülsmann Trio; mit Hülsmann, Muellbauer, Köbberling; ECM)[12]
- 2019: Not Far from Here (Julia Hülsmann Quartet; mit Hülsmann, Muellbauer, Köbberling und Uli Kempendorff; ECM)[13]
- 2022: The Next Door (Julia Hülsmann Quartet; mit Hülsmann, Muellbauer, Köbberling und Kempendorff; ECM)[14]
- 2025: Under the Surface (Julia Hülsmann Quartet; mit Hildegunn Øiseth; ECM)

## Auszeichnungen
- 2022: Deutscher Musikautorenpreis in der Kategorie Komposition Jazz/Crossover[15]